# دوري الدرجة الثانية البيروي 1989
دوري الدرجة الثانية البيروفي 1989 (بالإسبانية: Segunda División Peruana 1989)‏ هو الموسم 38 من دوري الدرجة الثانية البيروفي ‏. فاز فيه سبورت بويز.